# Sullivan (New Hampshire)
Sullivan – miasto w Stanach Zjednoczonych, w stanie New Hampshire, w hrabstwie Cheshire.